# Atassut
Die Atassut (grönländisch für „Verbindung“ oder „Kontakt“) ist eine politische Partei in Grönland.

## Geschichte
Als sich Mitte der 1970er Jahre politische Gruppen in Grönland herausbildeten, wurde die Atassut zwischen 1976 und 1977 als liberales und konservatives Gegengewicht zur Siumut gegründet. Anfangs handelte es sich lediglich um eine politische Bewegung. 1977 wurde die Atassut in Nuuk unter Daniel Skifte manifestiert, aber erst am 29. April 1978 erfolgte die Gründung als landesweite Partei. 1981 gab es bereits 59 Ortsgruppen mit insgesamt etwa 3000 Mitgliedern.
Während die Siumut als langfristiges Ziel die Unabhängigkeit von Dänemark im Sinn hatte, setzte sich die Atassut für die Beibehaltung der Rigsfællesskabet ein. In den ersten Jahren befand sich die Partei bei Wahlen gleichauf mit der Siumut. Teilweise erreichte sie sogar die meisten Stimmen. Da es in Grönland zu dieser Zeit nur wenige Parteien gab, entschied immer die linksorientierte Inuit Ataqatigiit über die Regierungsgewalt, die sie der sozialdemokratischen Siumut zukommen ließ. Bis heute stellte die Atassut trotz ihrer anfänglichen Dominanz nie den Regierungschef.
Ab den 1990er Jahren verschlechterten sich die Wahlergebnisse konsequent zugunsten der Inuit Ataqatigiit, aber auch wegen des Aufkommens der eher rechts ausgerichteten Kattusseqatigiit Partiiat und Demokraatit. Seit 1995 verschlechterte sich die Partei bei jeder Wahl, sodass sie mittlerweile bei Wahlen nur noch die fünftstärkste Partei bildet. 2021 und 2025 konnte sich die Atassut hingegen zweimal in Folge wieder leicht verbessern, nachdem sie zuvor 26 Jahre in Folge an Zustimmung verloren hatte.

## Politische Ausrichtung
Die Atassut vertritt neben dem Einsatz für die Beibehaltung der Union mit Dänemark konservative und liberale Standpunkte. Die Partei setzt sich für Privatisierung und Steuersenkungen ein. Sie unterstützt internationale Verbindungen Grönlands und sieht den Austritt Grönlands aus der Europäischen Union als wirtschaftlichen Nachteil für das Land. Sie befürwortet die Mitgliedschaft Grönlands über Dänemark in der NATO und damit auch die militärische Präsenz der USA auf der Thule Air Base.

## Parteivorsitzende
- 1978–1984: Lars Chemnitz
- 1984–1989: Otto Steenholdt
- 1989–1995: Konrad Steenholdt
- 1995–2002: Daniel Skifte
- 2002–2005: Augusta Salling
- 2005–2009: Finn Karlsen
- 2009–2014: Gerhardt Petersen
- 2014–2017: Knud Kristiansen
- 2017–2019: Siverth K. Heilmann
- seit 2019: Aqqalu Jerimiassen

## Wahlergebnisse

### Parlamentswahlen
| Wahl | Stimmen | Stimmenanteil | Sitze   | Platz | Folge                                                    |
| ---- | ------- | ------------- | ------- | ----- | -------------------------------------------------------- |
| 1979 | 07.688  | 41,7 %        | 8 / 21  | 2     | Opposition                                               |
| 1983 | 11.443  | 46,6 %        | 12 / 26 | 1     | Opposition                                               |
| 1984 | 09.873  | 43,8 %        | 11 / 25 | 2     | Opposition                                               |
| 1987 | 10.043  | 40,1 %        | 11 / 27 | 1     | Opposition, ab 1988 Tolerierung der Minderheitsregierung |
| 1991 | 07.536  | 30,1 %        | 8 / 27  | 2     | Opposition                                               |
| 1995 | 07.674  | 30,1 %        | 10 / 31 | 2     | Juniorpartner der Regierung                              |
| 1999 | 07.100  | 25,2 %        | 8 / 31  | 2     | Opposition, später Juniorpartner der Regierung           |
| 2002 | 05.845  | 20,6 %        | 7 / 31  | 3     | Juniorpartner der Regierung                              |
| 2005 | 05.527  | 19,1 %        | 6 / 31  | 4     | Opposition                                               |
| 2009 | 03.094  | 10,9 %        | 3 / 31  | 4     | Opposition                                               |
| 2013 | 02.454  | 08,2 %        | 2 / 31  | 3     | Juniorpartner der Regierung                              |
| 2014 | 01.919  | 06,6 %        | 2 / 31  | 5     | Juniorpartner der Regierung, ab 2016 Opposition          |
| 2018 | 01.730  | 06,0 %        | 2 / 31  | 5     | Juniorpartner der Regierung, ab 2019 Opposition          |
| 2021 | 01.879  | 07,1 %        | 2 / 31  | 5     | Tolerierung der Regierung, ab Nov. 2021 Opposition       |
| 2025 | 02.092  | 07,4 %        | 2 / 31  | 5     | Juniorpartner der Regierung                              |

### Folketingswahlen
| Wahl | Stimmen | Stimmenanteil | Sitze | Platz | Abgeordneter     |
| ---- | ------- | ------------- | ----- | ----- | ---------------- |
| 1977 | 8.391   | 47,7 %        | 1 / 2 | 2     | Otto Steenholdt  |
| 1979 | 6.390   | 44,9 %        | 1 / 2 | 1     | Otto Steenholdt  |
| 1981 | 9.223   | 48,9 %        | 1 / 2 | 1     | Otto Steenholdt  |
| 1984 | 9.308   | 43,5 %        | 1 / 2 | 1     | Otto Steenholdt  |
| 1987 | 6.627   | 41,3 %        | 1 / 2 | 2     | Otto Steenholdt  |
| 1988 | 8.135   | 38,7 %        | 1 / 2 | 2     | Otto Steenholdt  |
| 1990 | 7.087   | 36,6 %        | 1 / 2 | 2     | Otto Steenholdt  |
| 1994 | 7.501   | 34,7 %        | 1 / 2 | 2     | Otto Steenholdt  |
| 1998 | 8.404   | 36,1 %        | 1 / 2 | 2     | Ellen Kristensen |
| 2001 | 5.138   | 22,1 %        | 0 / 2 | 3     | nicht vertreten  |
| 2005 | 3.781   | 16,4 %        | 0 / 2 | 4     | nicht vertreten  |
| 2007 | 4.097   | 16,3 %        | 0 / 2 | 4     | nicht vertreten  |
| 2011 | 1.706   | 07,6 %        | 0 / 2 | 4     | nicht vertreten  |
| 2015 | 1.528   | 07,6 %        | 0 / 2 | 4     | nicht vertreten  |
| 2019 | 1.099   | 05,5 %        | 0 / 2 | 6     | nicht vertreten  |
| 2022 | 720     | 03,6 %        | 0 / 2 | 5     | nicht vertreten  |